# Stuart Kennedy
Stuart Robert Kennedy (ur. 31 maja 1953 w Grangemouth) – szkocki piłkarz występujący podczas kariery na pozycji obrońcy.

## Kariera klubowa
Stuart Kennedy zawodową karierę rozpoczął w 1971 roku w drugoligowym szkockim klubie Falkirk. Większość swojej kariery spędził w Aberdeen, w którym grał w latach 1976-1983. Z Aberdeen zdobył mistrzostwo Szkocji w 1980, dwukrotnie Puchar Szkocji w 1982 i 1983 oraz Pucharu Ligi Szkockiej w 1977. Na arenie międzynarodowej odniósł największy sukces w historii klubu - Puchar Zdobywców Pucharów w 1983, Kennedy jednak nie wystąpił w finale z Realem Madryt.
| Sezon   | Klub          | Kraj    | Rozgrywki        | Mecze | Bramki |
| ------- | ------------- | ------- | ---------------- | ----- | ------ |
| 1971/72 | Falkirk F.C.  | Szkocja | Division Two     | 1     | 0      |
| 1972/73 | Falkirk F.C.  | Szkocja | Division Two     | 34    | 0      |
| 1973/74 | Falkirk F.C.  | Szkocja | Division Two     | 12    | 0      |
| 1974/75 | Falkirk F.C.  | Szkocja | Division Two     | 34    | 1      |
| 1975/76 | Falkirk F.C.  | Szkocja | First Division   | 26    | 0      |
| 1976/77 | Aberdeen F.C. | Szkocja | Premier Division | 32    | 1      |
| 1977/78 | Aberdeen F.C. | Szkocja | Premier Division | 34    | 0      |
| 1978/79 | Aberdeen F.C. | Szkocja | Premier Division | 32    | 0      |
| 1979/80 | Aberdeen F.C. | Szkocja | Premier Division | 35    | 1      |
| 1980/81 | Aberdeen F.C. | Szkocja | Premier Division | 31    | 0      |
| 1981/82 | Aberdeen F.C. | Szkocja | Premier Division | 34    | 1      |
| 1982/83 | Aberdeen F.C. | Szkocja | Premier Division | 25    | 0      |

## Kariera reprezentacyjna
W reprezentacji Szkocji Kennedy zadebiutował 22 lutego 1978 w wygranym 2-1 towarzyskim meczu z Bułgarią. W tym samym roku został powołany do kadry na mistrzostwa świata. Na mundialu w Argentynie wystąpił w meczach z Peru i Holandią. Ostatni raz w reprezentacji wystąpił 18 listopada 1981 w przegranym 1-2 meczu eliminacji mistrzostwa świata 1982 z Portugalią. Ogółem w reprezentacji rozegrał 8 meczów.
| Mecze i gole w reprezentacji | Mecze i gole w reprezentacji | Mecze i gole w reprezentacji | Mecze i gole w reprezentacji | Mecze i gole w reprezentacji | Mecze i gole w reprezentacji | Mecze i gole w reprezentacji |
| #                            | Data                         | Miasto                       | Przeciwnik                   | Gol                          | Wynik                        |                              |
| ---------------------------- | ---------------------------- | ---------------------------- | ---------------------------- | ---------------------------- | ---------------------------- | ---------------------------- |
| 1.                           | 22.02.1978                   | Glasgow                      | Bułgaria                     |                              | 2:1                          | towarzyski                   |
| 2.                           | 17.05.1978                   | Glasgow                      | Walia                        |                              | 1:1                          | British Home Championship    |
| 3.                           | 20.05.1978                   | Glasgow                      | Anglia                       |                              | 0:1                          | British Home Championship    |
| 4.                           | 03.06.1978                   | Córdoba                      | Peru                         |                              | 1:3                          | mistrzostwa świata           |
| 5.                           | 11.06.1978                   | Mendoza                      | Holandia                     |                              | 3:2                          | mistrzostwa świata           |
| 6.                           | 20.09.1978                   | Wiedeń                       | Austria                      |                              | 0:1                          | el. Euro 1980                |
| 7.                           | 29.11.1978                   | Lizbona                      | Portugalia                   |                              | 2:3                          | el. Euro 1980                |
| 18.                          | 18.11.1981                   | Lizbona                      | Portugalia                   |                              | 1:2                          | el. MŚ 1982                  |